# Akker van basenarme gronden
Akker van basenarme gronden is een natuurdoeltype dat voorkomt in het heuvelland, de hogere zandgronden en in het rivierengebied. Het natuurdoeltype bestaat voornamelijk uit kruidachtige pioniervegetatie die dan al wel niet tussen de gewassen op een akker staat of in de akkerranden. Het natuurdoeltype vergt een vochtige tot matig droge bodem met een zeer diepe grondwaterstand. De vegetatie wordt gevoed door regenwater of grondwater en overstroomt zelden tot nooit. De bodem is matig tot zwak zuur en is zwak tot matig eutroof. Het natuurdoeltype komt in de meeste gevallen voor op enkeerdgronden, laarpodzolgronden, leemarme zandgronden, radebrikgronden en op tuineerdgronden. Een van de doelsoorten voor dit natuurdoeltype is de korenwolf. Het natuurdoeltype heeft een oppervlakte van minstens 15 hectare nodig om in stand te blijven.

## Plantengemeenschappen
Binnen het natuurdoeltype akker van basenarme gronden'rivierduin en -strand duin kunnen meerdere plantengemeenschappen voorkomen. Deze plantengemeenschappen hoeven niet allemaal voor te komen om het natuurdoeltype te bereiken.           
| Nederlandse naam                                       | Wetenschappelijke naam                                   |
| ------------------------------------------------------ | -------------------------------------------------------- |
| associatie van dwergbloem en hauwmos                   | Centunculo-Anthocerotetum punctati                       |
| associatie van korrelganzenvoet en stijve klaverzuring | Chenopodio-Oxalidetum fontanae                           |
| korensla-associatie                                    | Sclerantho annui-Arnoseridetum                           |
| associatie van ruige klaproos                          | Papaveretum argemones                                    |
| associatie van gele ganzenbloem                        | Spergulo arvensis-Chrysanthemetum                        |
| hanenpoot-associatie                                   | Echinochloo-Setarietum                                   |
| rompgemeenschap met echte kamille en gewone spurrie    | RG Matricaria chamomilla-Spergula arvensis-[Aperion]     |
| rompgemeenschap met dauwnetel                          | RG Galeopsis speciosa-[Sperguletalia arvensis]           |
| rompgemeenschap met eenjarige hardbloem                | RG Scleranthus annuus-[Sperguletalia arvensis]           |
| rompgemeenschap met smalle wikke en ringelwikke        | RG Vicia sativa subsp. segetalis-Vicia hirsuta-[Aperion] |

## Subtype
Akker van basenarme gronden kan onderverdeeld worden in de subtype wintergraanakker van basenarme gronden en Zomergraan- en hakvruchtakker van basenarme gronden. De subtype verschillen voornamelijk qua biodiversiteit van elkaar en nauwelijks qua fysische gesteldheid. 